# Tattoo (álbum)
Tattoo es el cuarto álbum de estudio del guitarrista irlandés de blues rock Rory Gallagher, publicado en 1973 por el sello Polydor Records. Fue lanzado solo nueve meses después de Blueprint y a diferencia del mencionado, demostró la influencia musical de Gallagher ya que incluye algunos elementos del jazz, folk y el country.
Obtuvo el puesto 32 en la lista británica UK Albums Chart, mientras que en los Estados Unidos alcanzó la posición 186 en los Billboard 200 al año siguiente. Además fue certificado con disco de oro por la British Phonographic Industry, tras superar las 100 000 copias vendidas.
En el año 2000 fue remasterizado y relanzado con dos pistas adicionales; un cover de «Tucson, Arizona» del cantautor de rock and roll Link Wray y una versión de «Just a Little Bit» del guitarrista de blues Rosco Gordon.

## Lista de canciones
Todas las canciones escritas por Rory Gallagher, a menos que se indique lo contrario.

| N.º | Título                                  | Duración |  |
| 1.  | «Tattoo'd Lady»                         | 4:34     |  |
| 2.  | «Cradle Rock»                           | 6:15     |  |
| 3.  | «20 20 Vision»                          | 4:05     |  |
| 4.  | «They Don't Make Them Like You Anymore» | 4:05     |  |
| 5.  | «Livin' Like a Trucker»                 | 4:19     |  |
| 6.  | «Sleep on a Clothes Line»               | 5:13     |  |
| 7.  | «Who's That Coming»                     | 7:09     |  |
| 8.  | «A Million Miles Away»                  | 6:55     |  |
| 9.  | «Admit It»                              | 4:19     |  |

| Pistas adicionales en reedición CD de 2000 |                                             |              |          |  |
| N.º                                        | Título                                      | Escritor(es) | Duración |  |
| 10.                                        | «Tucson, Arizona» (cover de Link Wray)      | Doug wray    | 3:47     |  |
| 11.                                        | «Just a Little Bit» (cover de Rosco Gordon) | Rosco Gordon | 7:43     |  |

## Músicos
- Rory Gallagher: voz, guitarra eléctrica, saxofón, mandolina y armónica
- Gerry McAvoy: bajo
- Lou Martin: teclados y acordeón
- Rod de'Ath: batería